# Ahmed al-Nami
Ahmed Abdullah al-Nami (arab. ‏احمد النامي‎; ur. 13 grudnia 1977 w prowincji Asir, zm. 11 września 2001 w Shanksville) – saudyjski terrorysta, zamachowiec-samobójca. Jeden z czterech porywaczy samolotu linii United Airlines (lot 93), który w wyniku buntu pasażerów rozbił się w lasach nieopodal Shanksville w Pensylwanii nie docierając do celu, w czasie zamachów z 11 września 2001 roku. Wraz z Saeedem al-Ghamdim był odpowiedzialny za uśmiercenie pilotów. Po wykonaniu tego zadania wspólnie z al-Ghamdim i Ziadem Jarrahem (który od teraz pilotował samolot) zabarykadował się w kokpicie. O godzinie 9.59 wspólnie z al-Ghamdim odpierał bunt pasażerów samolotu, przytrzymując drzwi kokpitu. W końcu, gdy drzwi zostały zniszczone, al-Nami i al-Ghamdi wiedząc, że pasażerowie zaraz wedrą się do kabiny pilotów, krzyknęli do Jarraha, aby ten rozbił samolot o ziemię. O godzinie 10.03 UA93 z prędkością około 930 km/h rozbił się o ziemię na terenie nieczynnej kopalni węgla gminy Somerset w Pensylwanii koło Stonycreek Township i Shanksville. Na miejscu katastrofy powstał krater głęboki na 115 stóp (35 metrów). Nikt nie przeżył – 40 osób uznano za zamordowane, a 4 za zmarłych śmiercią samobójczą.